# Османовски, Иксель
Иксель Османовски (швед. Yksel Osmanovski; род. 27 февраля 1977, Мальмё, Швеция) — шведский футболист, выступавший на позиции полузащитника. Известен по выступлениям за клубы «Мальмё», «Бари» и сборную Швеции. Участник чемпионата Европы 2000 года.

## Клубная карьера
Османовски — воспитанник клуба «Мальмё». В 1995 году в матче против «Эргрюте» он дебютировал в Аллсвенкан лиге. За три сезона Османовски стал одним из ключевых фланговых полузащитников команды. В 1998 году Иксель перешёл в итальянский «Бари». С первого же сезона он показал отличный уровень игры и за три года провёл более 100 матчей за клуб во всех турнирах.
В 2001 году Иксель принял приглашение «Торино». Он не смог выиграть конкуренцию за место в основе и в 2002 году на правах аренды был отдан во французский «Бордо». После возвращения Османовски был футболистом ротации и редко появлялся в основе «Торино». В 2004 году он покинул Италию и вернулся в родной «Мальмё», где и завершил карьеру через три года.

## Международная карьера
27 мая 1999 года в матче товарищеском матче против сборной Ямайки Османовски дебютировал за сборную Швеции. В этом же поединке он сделал дубль забив свои первые голы за национальную команду. В 2000 году Иксель попал в заявку на участие в чемпионате Европы в Бельгии и Нидерландах. На турнире он сыграл в матчах против сборных Италии и Бельгии.

### Голы за сборную Швеции
| #   | Дата        | Место                   | Противник | Счёт | Результат | Соревнование      |
| --- | ----------- | ----------------------- | --------- | ---- | --------- | ----------------- |
| 01. | 27 мая 1999 | Росунда, Сольна, Швеция | Ямайка    | 1:0  | 2:1       | Товарищеский матч |
| 02. | 27 мая 1999 | Росунда, Сольна, Швеция | Ямайка    | 2:0  | 2:1       | Товарищеский матч |